# Bitwa pod Cecorą (1595)
Bitwa pod Cecorą miała miejsce 19–20 października 1595 roku podczas wyprawy Zamoyskiego do Mołdawii.
Latem 1595 roku armia koronna (około 5000 jazdy, 2300 piechoty i kilka dział) dowodzona przez hetmana wielkiego koronnego Jana Zamoyskiego wkroczyła do Mołdawii i 27 sierpnia zajęła Chocim. Po zdobyciu 3 września stolicy hospodarstwa – Jass, wódz polski osadził na tronie mołdawskim przychylnego Rzeczypospolitej Jeremiego Mohyłę. Akcja Zamoyskiego związana była z jego planami utworzenia w tej strefie zależnych od Rzeczypospolitej niewielkich państw buforowych, które chroniłyby Koronę przed zagrożeniem tureckim (miały to być Mołdawia, Siedmiogród i Wołoszczyzna).
Wkroczenie wojsk polskich do Mołdawii spotkało się z szybką reakcją Osmanów. Ponieważ sułtan Mehmed III zajęty był na Wołoszczyźnie walką z Michałem Walecznym, na teren Mołdawii wkroczyła silna armia tatarska wspomagana przez posiłki tureckie (około 25 000 żołnierzy) dowodzona przez chana krymskiego Ğazı II Gireja. Na wieść o zbliżaniu się do Jass od strony Kiszyniowa Tatarów Zamoyski przeprawił swą armię na lewy brzeg Prutu w celu obrony przeprawy przez rzekę. Wojska polskie założyły 6 października warowny obóz, którego tyły i oba skrzydła chroniła rzeka Prut, natomiast z przodu wybudowano wał z 13 bastionami i 4 bramami wypadowymi. Wieczorem 18 października nadciągnęły wojska nieprzyjacielskie i wkrótce doszło do pierwszych starć harcowników (m.in. kniaź Kirył Rużyński postrzelił z łuku siostrzeńca chana’). Kolejnego dnia, 19 października, doszło do większych starć. Chan miał przy sobie niewiele piechoty – miał więc niewielkie szanse na zdobycie polskich umocnień. Duże straty wojskom oblegającym zadawały piechota i jazda wypadające przez obozowe bramy. Ponieważ 20 października walki przebiegały podobnie, Ğazı II Girej doszedł do wniosku, że nie jest w stanie pokonać Zamoyskiego i zgodził się przystąpić do rokowań.
Ostatecznie 21 października podpisano pokój, na mocy którego Tatarzy uznali władzę Jeremiego Mohyły w Mołdawii i zgodzili się, by na obszarze hospodarstwa pozostały polskie wojska. Dwa dni po zawartym układzie armia tatarska rozpoczęła odwrót.

## Literatura
- Mała Encyklopedia Wojskowa, 1967, wydanie I.
- Leszek Podhorodecki, Chanat Krymski, Warszawa 1987, ISBN 83-05-11618-2, s. 125–127.
- Leszek Podhorodecki, Wazowie w Polsce, Warszawa 1985, ISBN 83-205-3639-1, s. 77–78.